# Théâtre populaire du Québec
Le Théâtre populaire du Québec (TPQ) est une ancienne troupe de théâtre canadienne francophone du Québec. Fondée en 1963, elle a disparu en 1996.

## Histoire
En 1963, le Centre dramatique du Conservatoire d'art dramatique du Québec (Montréal) est créé en tant que corporation. À cette époque, le centre forme, avec les jeunes comédiens du Théâtre du Nouveau Monde, la seule troupe de tournée basée à Montréal. En 1966, la troupe, formée d'un conseil d'administration et d'une assemblée générale, prend le nom de « Théâtre populaire du Québec » (TPQ) sous l'impulsion de Jean Valcourt, directeur du Conservatoire d'art dramatique du Québec.
À ses débuts, le TPQ présente des pièces du répertoire classique puis en 1969, sous la direction artistique d'Albert Millaire, des pièces québécoises de nature plus contestataire. Cette même année, Le Grand Cirque ordinaire s'associe au Théâtre populaire du Québec afin que ce dernier présente ses créations. Cette association prendra fin en 1971.
En 1972, Jean-Guy Sabourin prend la direction artistique du Théâtre, ouvrant sa programmation aux auteurs tant classiques, modernes que québécois. En 1976, Jean-Guy Sabourin et plusieurs autres membres du Théâtre populaire du Québec quittent celui-ci et fondent le Théâtre de la Grande réplique. Sans que ces départs signifient la fin du Théâtre populaire du Québec, ce dernier survivra avec difficultés jusqu'à la fin de mars 1996, soit jusqu'à ce que le Conseil des arts et des lettres du Québec (CALQ) cesse de le subventionner.
Le fonds d'archives du Théâtre populaire du Québec est conservé au centre d'archives de Montréal de Bibliothèque et Archives nationales du Québec.